# Krokodýlí klub
Krokodýlí klub byla neformální skupina poslanců Evropského parlamentu (europoslanec), která podporovala větší evropskou integraci v rozsahu evropské federace a větší pravomoci Evropského parlamentu.
Skupina byla založena 9. července 1980, rok po prvních přímých volbách do Parlamentu, devíti europoslanci napříč stranami, včetně Altiera Spinelliho. Setkání se konalo v restauraci "Au Crocodile" (10 rue de l'Outre, Štrasburk), která dala klubu jméno. Klub byl formálně ustaven v září téhož roku a za ty dva měsíce se počet členů klubu rozrostl na šedesát. Během roku se rozrostl na sto osmdesát, tedy téměř polovinu členů parlamentu.
Z iniciativy klubu ustavil Parlament nový výbor, který se měl zabývat institucionální reformou tehdejšího Evropského hospodářského společenství. Tento výbor pod vedením Spinelliho připravil „Návrh smlouvy o založení Evropské unie“, návrh na přeměnu tehdejšího Evropského společenství na částečně federální Evropskou unii. Návrh smlouvy byl schválen parlamentem dne 14. února 1984 237 hlasy proti 31. Přestože tento text nebyl členskými státy přijat, podnítil jednání a poskytl impuls pro Jednotný evropský akt a Maastrichtskou smlouvu (která zavedla Evropskou unii).
Po Spinelliho smrti v roce 1986 založila skupina europoslanců „Akční výbor Altiera Spinelliho pro Evropskou unii“, federalistickou meziskupinu, která měla převzít práci zahájenou v roce 1980 Krokodýlím klubem.